# 华裔新西兰人
華裔紐西蘭人是具有華人血統的紐西蘭公民，包括來自中國大陸、香港、澳門、臺灣、新加坡、馬來西亞及印尼等地的第一代華人移民群體及其後代。紐西蘭華裔是紐西蘭的第五大族裔群體。

## 历史

### 早期移民
华人移民纽西兰始於1865年，當時在纽西兰南岛的奥塔哥首先发现了金矿，因而吸引了來自广东的淘金者。不過由於種族主義者的意識形態影響，這些尋金群體受到歧視。構成歧視的主因，其實是因為他們的出現，與当时的欧洲移民在經濟上互相竞争。。雖然很多人相信在紐西蘭曾有類似澳大利亞的「白澳政策」推行過，事實上在紐西蘭並沒有通過類似的條例。相反的，在紐西蘭的早期歷史，更對太平洋島國的居民開放移民。然而，在1880年代，政治上公開的「恐華思想」導致針對中國移民的人頭稅出現。雖然官方有法例試圖限制中國移民，這段期間在紐西蘭的中國人口仍然有所增長，而在第二次世界大戰爆發之前，不少移民在廣東的妻兒以難民身份來到紐西蘭，使華裔在紐西蘭的人口增長得到支持。這一種透過家庭團聚帶來的連鎖式移民增長，直到1949年中共建政之後才停止。這些來自廣東的中國大陸移民，普遍在紐西蘭被稱之為「舊世代中國移民」，而往後年代的移居者被稱為「新世代中國移民」。
針對華人的嚴重罪案： 一九零五年九月二十四日，歐裔男人Lionel terry 在惠靈頓haining street 殺死華裔居民周錦容（kum yung chow）。 Lionel terry 其後被判處終身監禁。

### 最近移民爭議
一九九六年開始, 紐西蘭優先黨黨魁Winston Peters 指包括華裔在内的亞裔移民太多，造成社會問題。

### 分布
奧克蘭東區是傳統華裔大區，Howick在早期就是華裔的聚集地，現在半月灣（Half Moon Bay）、East Tamaki、Botany Downs等地都是華裔聚集地；奧克蘭北岸的Northcote是北岸傳統華裔聚集地，近年由於北岸北部Albany一帶的商業開發而使得Pinehill成為新興的華裔富人區；奧克蘭中區的Epsom是著名的華人富人區。近年来奥克兰南区的新区Flat Bush也逐渐成为华人的新聚集区。
由于移民政策的改变，政府鼓励移民去奥克兰以外的城市，首都惠靈頓、基督城等其他大城市也逐渐有华人涌入。

## 人口和語言
根据紐西蘭2018年人口普查，全國人口已增长至470万，欧洲移民后裔占70％，毛利人占16.5％，亞洲族裔占15.1%（其中華裔24.78萬，印度裔23.9萬），太平洋岛国裔占8.1％。
大多數紐西蘭華人來自中國大陸和臺灣，佔全部華人移民的三分之一，10%來自馬來西亞。其餘的華人移民來自香港、新加坡、越南、印度尼西亞、薩摩亞等國。紐西蘭華人最常通用的漢語為粵語（16%），其次為官话（包括現代標準漢語）（12%），其他漢語例如吳語、閩南語等等亦有華人使用，而從東南亞移居的華人除了使用漢語外也會使用馬來語或印尼語；華裔紐西蘭人跟住在其他西方國家的華人一樣，在學術以及專業上有很高的成就。
中國大陸已成为紐西蘭全国人口的第二大海外出生地，共有141,387人在中國出生。排名第一是英國，223,893人。

## 宗教
| 新西蘭華人宗教          | 人數比例 |
| ----------------------- | -------- |
| 佛教                    | 11.1%    |
| 基督宗教 （無明確指定） | 5.9%     |
| 天主教                  | 5.2%     |
| 無宗教                  | 63.1%    |
| 未表態                  | 3.7%     |

來源: 2013年人口普查

## 報章
- 《紐西蘭先驅報中文版》
- 《華頁》
- 《看中國》
- 《懷卡托周報》
- 《鄉音》周刊

## 外部連結
- （英文） Li, Phoebe H. "New Chinese Immigrants to New Zealand: A PRC Dimension" (Part IV: Chinese Migration in Other Countries: Chapter 14). "A Biographical Study of Chinese Immigrants in Belgium: Strategies for Localisation." In: Zhang, Jijiao and Howard Duncan. Migration in China and Asia: Experience and Policy (Volume 10 of International Perspectives on Migration). Springer Science & Business Media, April 8, 2014. ISBN 940178759X, 9789401787598. Start p. 229（页面存档备份，存于）.